# Цинцар-Јанковићи
Цинцар-Јанковићи воде порекло од војводе пожаревачке нахије и пожаревачке кнежине пожаревачке нахије Цинцар-Јанка Поповића, (1779—1833). Породична крсна слава до 1800. године био је Митровдан, а после Ђурђевдан. У XVIII веку њихови преци су свештеници у Охриду и Доњој Белици. Исто порекло има и породица Цинцар-Марковић, јер су војвода Цинцар-Јанко и војвода Цинцар-Марко браћа од стричева.

## Порекло
Војвода пожаревачке нахије и пожаревачке кнежине пожаревачке нахије Цинцар-Јанко Поповић, родоначелник Цинцар-Јанковића рођен је 1779. године у Охриду као син охридског протојереја, пореклом из свештеничке породице из Доње Белице. Брат од стрица био му је Цинцар-Марко, војвода сокоски, који је по одласку из Доње Белице дошао у Ваљево, где је живео и Јанко пре устанка. Цинцар-Јанко је родоначелник Цинцар-Јанковића, а Цинцар-Марко Цинцар–Марковића. Јанко имао рођену браћу од којих је Марко из Доње Белице отишао у Пећ, други у Свилајнац, а трећи Димитрије заједно са Јанком се вратио из Русије у Србију 1830. године.

## Војвода Цинцар-Јанко Поповић (1779—1833)
Цинцар-Јанко се највероватније 1808, у време дужег примирја, оженио Зорандом-Кумријом Тркић из Сремске Митровице, кћерком познатог шабачког велетрговца Томе Тркића и Јованке (Јоване) Тркић. Тома Тркић је био заточен у Шапцу у време сече кнезова, да би се после ослобађања са породицом иселио у Сремску Митровицу. О Тркићима говоре Вук Караџић и у спеву Србијанка Сима Милутиновић Сарјалија.
Цинцар-Јанко и Зоранда имали су деветоро деце, три сина и шест кћерки. Најстарији син био је Ђорђе, средњи Љубомир и најмлађи Тома, а кћерке Јелена, Александра, Нада, Мила, Катинка и Ана. Ђорђе и Љубомир су завршили кадетски корпус у Русији и после су били руски и српски официри, ађутанти кнеза Михаила Обреновића и кнеза Александра Карађорђевића.

## Старија грана

### Пуковник Ђорђе Цинцар-Јанковић, кнежев ађутант
Пуковник Ђорђе Цинцар-Јанковић, ађутант кнеза Михаила, најстарији Цинцар Јанков син окружни начелник, завршио је кадетску војну школу у Русији. У време српско-турских сукоба 1862. године Ђорђе, који је тада био на месту помоћника алексиначког окружног начелства одређен је за окружног команданта Народне војске..
Ђорђе Цинцар-Јанковић био је ожењен Јеленом Цинцар-Јанковић, рођ. Михаиловић, кћерком Теодора - Теше Михаиловића, српског трговца из Софије. Њихова деца, по старости су Полексија, Јеврем, Милева, Тома и Босиљка.

### Јеврем Ђ. Цинцар-Јанковић
Јеврем Цинцар-Јанковић, најстарији син Ђорђа Цинцар-Јанковића био је начелник телеграфског одељења Министарства пошта. Већ у пензији прешао је Албанију 1915. и 1916-1918. био је управник поште на Солунском фронту.
Јеврем Цинцар-Јанковић није се женио.

### Тома Ђ. Цинцар-Јанковић (1865—1946)
Тома Цинцар-Јанковић (1865—1946), млађи син Ђорђа Цинцар-Јанковића, био је управник београдске царине, градски одборник, рентијер, власник више кућа, локала, земље и винограда у београдској општини, био је познат у Београду као филантроп, оснивач и председник неколико добротворних друштава, између осталих, Фонда сиромашних ученика школе на Савинцу, Хуманог друштва „Врачар", Друштва за улепшање Врачара, члан Главног одбора Друштва за подизање храма Светог Саве и председник Фонда Софије Самуила и Босиљке Голуба Јанића.
Тома Цинцар-Јанковић (1865—1946) био је ожењен Анђелијом Анђом Видић, (од 1897), кћерком Светозара Видића, чиновника и Даринке (Терезије) Сњећиви, чешког порекла, кћерке Катарине Нахлик (1814—1892) и Јана - Јована Сњећивог (1811—1892), по коме је ова породица Сњећиви добила презиме Јовановић. Имали су четири сина (по старости) Ђорђа, Младена, Светозара и Љубомира.
Становали су прво у Макензијевој бр. 28, а после у у Делиградској 7. Породична кућа Цинцар-Јанковића, урађена према пројекту дворског архитекте Стојана Тителбаха, налазила се у Делиградској улици бр. 7. Била је јединствена артхитектонска целина са зградом у Делиградској 9, где су становали Милосављевићи.

#### Ђорђе Т. Цинцар-Јанковић (1898—1930)
Ђорђе Т. Цинцар-Јанковић (1898—1930), најстарији син Томе Цинцар-Јанковића, завршио је Експорт академију у Француској. Био је ожењен Францускињом. Нема потомства. Ђорђе Цинцар-Јанковић се тешко разболео приликом преласка Албаније, и касније, после рата, дуго лечио у Давосу у Швајцарској. Умро је од туберкулозе.

#### Младен Т. Цинцар-Јанковић (1900—1946)
Младен Т. Цинцар-Јанковић, син Томе Цинцар-Јанковића, адвокат завршио је гимназију у Француској и Правни Факултет у Београду. Имао је три кћерке: Јелену, Гордану и Мирјану.

##### Ацовићи
Мирјана, кћерка Младена Т. Цинцар-Јанковића, удала се средином XX века је за Радисава Ацовића, сина инж. Александра Ацовића и унука инж. Милоша Савчића, министра грађевина, председника београдске општине. Има сина Александра.
Њихова породична кућа у Румунској, односно Ужичкој 15 после Другог светског рата постала је резиденција председника државе, а на плацу који припада кући налази се Кућа цвећа.

#### Светозар Т. Цинцар-Јанковић (1902—1964)
Инж. Светозар Т. Цинцар-Јанковић, син Томе Цинцар-Јанковића, био је грађевински инжењер. Нема потомства.

#### Љубомир Т. Цинцар-Јанковић (1905—1966)
Љубомир Т. Цинцар-Јанковић, син Томе Цинцар-Јанковића, сликар и пијаниста, завршио је Конзерваторијум у Ници, одсек клавир и Уметничку школу Бете Вукановић.

### Потомство Полексије Радовановић, рођ. Цинцар-Јанковић (1854—1939)
Полексија Цинцар-Јанковић (1854—1939), најстарија кћерка Ђорђа Цинцар-Јанковића, била је удата за Константина Радовановића, судију касационог суда, сина Антонија Радовановића, директора беорадске поште и брата Атанасија Радовановића, члана Апелационог суда. Њихва деца су Зорка и Ермила.
- Ермила је била удата за Михаила Димитријевића. Нема потомства.

#### Милосављевићи
Зора Милосављевић рођ. Радовановић, Цинцар-Јанкова праунука, по најстаријем сину Ђорђу, била је удата за пешадијског пуковника Бранислава Р. Милосављевића.

##### Пуковник Бранислав Р. Милосављевић (1879—1944)
Пешадијски пуковник Бранислав Р. Милосављевић био је први управник Драча 1912, аутор текста песме Креће се лађа Француска. Милосављевићи (крсна слава Михољдан - Свети Киријак Отшелник) у сродству су са Терзибашићима, Јоксићима, Мишићима и др. Сестра пуковника Бранислава Милосављевића била је удата за Константина, брата дивизијског генерала Живојина Терзибашића, а тетка за војводу капетана Симу Соколова, вођу Трнског устанка у Бугарској (1877). Пеш. пуковник Бранислав Милосављевић и Зора Милосављевић имали су петоро деце, два сина и три кћерке. Њихова породична кућа налазила се у Делиградској 9 и била је јединствена архитектонска целина са кућом у Делиградској 7, где је живела породица Томе Цинцар-Јанковића. Куће је пројектовао дворски архитекта Стојан Тителбах. Старији син је Ратибор, а млађи Игор, кћерке су Босиљка, Вера и Олга. Вера Ћирић, рођ. Милосављевић, сликарка, била је удата за Милорада Ћирића, сликара. Има потомства.

##### Ратибор Б. Милосављевић (1912—2002)
Инж. Ратибор Милосављевић. Има потомства.

##### Др Игор Б. Милосављевић (1920—1980)
Др Игор Милосављевић, неуропсихијатар, в. д. начелник Неуролошке клинике и др. Ожењен Весном Швабић, кћерком новинара Будимира Швабића, чији је брат био пуковник Стеван Швабић (из породице Гаврила Гаје Швабића, председника општине Топола, родом из Божурње. Има потомства.

### Јанићи
Босиљка Јанић, рођ. Цинцар-Јанковић (1869—1936), кћерка Ђорђа Цинцар-Јанковића, била је удата за Голуба Јанића.

#### Голуб С. Јанић (1853—1918)
Голуб С. Јанић је био велетрговац, рентијер, председник Српске браће, организатор четничке акције из породице Јанић. Голуб Јанић и Босиљка Јанић, рођ. Цинцар-Јанковић (1869—1936), нису имали деце. Босиљка Јанић била је наследник целокупне имовине Голуба Јанића.

#### Босиљка Јанић, рођ. Цинцар-Јанковић (1869—1936)
Босиљка Јанић, рођ. Цинцар-Јанковић (1869—1936), кћерка Ђорђа Цинцар-Јанковића, била је удата за Голуба Јанића, велетрговца, рентијера, председника Српске браће, организатора четничке акције из породице Јанић. Босиљка Јанић, рођ. Цинцар-Јанковић била је велика добротворнка и оснивач три задужбине.

### Николајевићи
Милева Цинцар-Јанковић, кћерка Ђорђа Цинцар-Јанковића, била је удата за Николу Николајевића, шефа Државних монопола. ЊЕна кућа у Смиљанићевој улици је на списку опљачканих од стране аустроугарских војника. Умрла је у бањи у Рогашкој слатини. Нема потомства.

## Млађа грана

### Пуковник Љубомир Цинцар-Јанковић, кнежев ађутант (-1884)
Пешадијски пуковник Љубомир Цинцар-Јанковић, млађи Циинцар-Јанков ађутант кнеза Александра Карађорђевића (на Светоандрејској скупштини је ушао као пратилац кнеза), командант шабачког града имао је једног сина Јанка.

### Јанко Љ. Цинцар-Јанковић
Јанко Љ. Цинцар-Јанковић, син пуковника Љубомира Цинцар-Јанковића, чиновник министарсва финансија, два пута се женио. Из првог брака имао је сина Љубомира, а из другог брака са Роксандом Стојановић, Богдана, Душана, Војислава и Десанку.
Дана 10. јула 1887. године Јанко Цинцар-Јанковић се са супругом провозао на велосипеду (бициклу) од Београда до Новог Сада.
Једноспратна кућа Јанка Цинцар-Јанковића налази се на Теразијама, између палате Анкер и куће апотекара Викторовића (срушена), која се налазила поред хотела Москва.

#### Љубомир Ј. Цинцар-Јанковић
Љубомир Ј. Цинцар-Јанковић погинуо је у Првом светском рату као официр енглеске морнарице.

#### Богдан Ј. Цинцар-Јанковић
Богдан Ј. Цинцар-Јанковић, срески начелник у браку са Ружицом Николајевић имао је сина Љубомира Б. Цинцар-Јанковића, правника и кћерку Даринку.

##### Љубомир Б. Цинцар-Јанковић
Љубомир Б. Цинцар-Јанковић, правник је син Богдана Цинцар-Јанковића, среског начелника. Имао сина Јанка.

##### Јанко Љ. Цинцар-Јанковић
Јанко Љ. Цинцар-Јанковић, син Љубомира Цинцар-Јанковића.

#### Душан Ј. Цинцар-Јанковић
Душан Цинцар-Јанковић син Јанка Цинцар-Јанковића, адвокат, био је ожењен Блаженком. Нема потомства.

#### Војислав Ј. Цинцар-Јанковић
Војислав Ј. Цинцар-Јанковић има потомства.

#### Комаревичи
Десанка Цинцар-Јанковић, кћерка Јанка Цинцар-Јанковића била је удата за др Владимира Комаревича.

##### Др Владимир Комаревич
Десанка Цинцар-Јанковић, кћерка Јанка Цинцар-Јанковића била је удата за др Владимира Комаревича, лекара, руског емигранта. Њихова кћерка је била Соња Арсић.

## Потомство Томе Цинцар-Јанковића (1830—1867)
Тома Цинцар-Јанковић (1830—1867), најмлађи Цинцар-Јанков син, члан Главне контроле, рођен је 1830. у Хотину у Бесарабији. Тома Цинцар-Јанковић био је ожењен Љубицом Величковић, кћерком Манојла Величковића, чији отац бимбаша Величко Ђорђевић је брат бимбаше Христе Ђорђевића, родоначелника Христића, породице Филипа Христића, кнежевског представника. Сестра Манојла Величковића Јелисавета Величковић била је удата за Петра Радојловића, а син, брат Љубице Величковић, Димитрије Величковић био је ожењен Анастасијом Антула (1844-1917), кћерком Константина Антуле.
Тома Цинцар-Јанковић и Љубица Цинцар-Јанковић, рођ. Величковић имали су Ђорђа, Војислава и Јелену.
- Јелена је била удата Ђелмаш.

### Војислав Т. Цинцар-Јанковић
Војислав Т. Цинцар-Јанковић, судија Касационог суда је са Косаром Новаковић (1873—1940), кћерком Алексе Новаковића, београдског адвоката, имао је кћерку Јелену. Косара Цинцар-Јанковић, рођ. Новаковић, која је касније била удата за Ђорђа Генчића (1861-1938), министра унутрашњих послова (1899) и привреде (1903), заједно са оцем и мужем Ђорђем Генчићем, учествовала је у организовању Мајског преврата 1903. Косара Гита Генчић, касније се развела од Ђорђа Генчића због њене везе са кнезом Арсеном Карађорђевићем.
Војислав Т. Цинцар-Јанковић је други пут био ожењен Драгом Михаиловић, кћерком Павла Михаиловића (1845-1915), државног саветника, начелника подунавског округа, председника Главне контороле, братанца господар Стевана Стевче Михаиловића, кнежевског местозаступника до повратка књаза Милоша 1858, кнежевског намесника, председника државног савета, Јелене Михаиловић, рођ. Никетић, кћерке Јована Никетића „Јове Тополца“ познатог противника Обреновића, чији син је био уредник новина „Ћоса“ (у власништву Николе Пашића). Једна од сестара Драге Цинцар-Јанковић, рођ. Михаиловић била је удата за Војислава Петковића, извозника, а друга за Николу Станаревића, сина судије Станаревића, новинара (рођака Живојина Балугџића).

#### Гавриловићи
Јелена Гавриловић, рођ. В. Цинцар-Јанковић (1895—1976) била је удата за др Милана Гавриловића (1882-1976). Имали су сина Алексу и кћерке Вукосаву, Косару, Војиславу и Даринку.

##### Др Милан Гавриловић (министар) (1882—1976)
Др Милан Гавриловић (1882-1976)је био др права, министар, вођа Савеза земљорадника, дипломата, краљевски посланик у СССР, новинар, четника-добровољац 1912. Јелена Гавриловић, рођ. В. Цинцар-Јанковић (1895—1976)и др Милана Гавриловића имали су сина Алексу и кћерке Вукосаву, Косару, Војиславу и Даринку.
- Инж. Алекса Гавриловић, инж. електротехнике имао је две кћерке.
- Косара била је удата за Растка Марчетића. Имају једну кћерку.
- Војислава је била удата за Владимира Аџемовића (1926—1970), правника, сина Бранка Аџемовића (1888—1962), краљевског посланика у Турској у Анкари (1937), Египту (1939) и Кејптауну (1941), шефа генералне политичке дирекције Министарства иностраних послова, дипломате, и Аспазије Аџемовић, рођ. Леко, кћерке проф. др Марка Лека[16]. Имају двоје деце.
- Вукосава је била удата за Милана Којена, правника.
- Даринка је била удата за Михаила Гавришева. Има потомства.

## Потомство по кћеркама
Војвода Цинцар-Јанко и Зоранда имали су деветоро деце, три сина и шест кћерки.

### Бајићи
По најстаријој кћерки Јелени Цинцар-Јанковић, коју је морао да остави у Руми пред полазак у Русију 1814, године, Цинцар-Јанков праунук је др Илија пл. Бајић из Сремске Митровице, рођак кнез Милошевог унука барона Милоша пл. Бајића од Варадије, дугогодишњег кандидата за српски престо.
Јелена Цинцар-Јанковић била је удата за Димитрија пл. Бајића, сина Јанка пл. Бајића и унука Теодора пл. Бајића.
Теодор пл. Бајић (1755—1840), син Јанка Бајића, са братом Димом (Костом)упутио је писмо 1806. митрополиту Стевану Стратимировићу у ком се залаже за заштиту избеглица из Србије међу којима је био и шабачки владика Антим Зепос. Синовима Јовану и Димитрију оставио је капитал од 145. 000 форинти, а зету Анастасу Катани 30. 000 форинти да води трговину, док му синови не постану пунолетни.
Теодор Бајић био је ожењен Маријом из куће Христоманос из Земуна. Имали су сина Димитрија.
Димитрије Мита пл. Бајић, син Теодора пл. Бајића и унук Јанка Бајића је са Јеленом Цинцар-Јанковић, кћерком војводе Цинцар-Јанка имао сина Јанка Бајића, који се ожено Милесом Шимић из Баје. Њихов син је др Илија Бајић.

#### Јанко пл. Бајић
Јанко пл. Бајић, син Димитрија пл. Бајића и Јелене Цинцар-Јанковић, кћерке војводе Цинцар-Јанка био је ожењен са Милесом Шимић из Баје. Њихов син је Илија Бајић.

#### Др Илија Ј. Бајић (1870—1956)
Др Илија пл. Бајић (1870—1956), син Јанка пл. Бајића и Милесе пл. Бајић, рођ. Шимић из Баје, праунук војводе Цинцар-Јанка Поповића по баби Јелени Бајић, рођ. Цинцар-Јанковић и Теодора Бајића, лекар, дипломирао и докторирао у Бечу као стипендиста Матице српске. Др Илији пл. Бајићу и његовој жени прадеде су биле рођена браћа. Имао је са кћерком Луке Бајића, познатог извозника и рођака, шест синова и једну кћерку.

###### Др Баја И. Бајић (1896—1988)
Проф. др Баја И. Бајић, психолог, гимназију је завршио у Осијеку, дипломирао је права 1923. и психологију 1924. у Паризу, где је и докторирао 1928. из области психологије. Радио је на Филозофском факултету у Београду, шеф катедре за Општу психологију на Одељењу за психологију.

###### Др Милош И. Бајић (1902—1975)
Проф. др Милош И. Бајић (1902—1975), правник, нижу гимназију завршио је у Сремским Карловцима и Руми, а остале разреде у Митровици. Права је студирао на Сорбони, где је 1925. докторирао. Био је судија Среског суда у Бенковцу, Сарајеву, где је касније био професор римског права.

### Лазаревићи
Александар Лазаревић, син војводе Луке Лазаревића, члан Главне контроле био је ожењен Надом Лазаревић, рођ. Цинцар-Јанковић, кћерком војводе пожаревачке нахије Цинцар-Јанка Поповића. Имали су сина Луку и кћерке Данојлу и Јелену. Данојла је добила име по мајци Александра Лазаревића, другој жени војводе Луке Лазаревића, Јадранки Данојли.

#### Пуковник Лука А. Лазаревић
Пуковник Лука А. Лазаревић био је ожењен са Љубицом Докић, кћерком др Лазара Докића, председника министарског савета, министра. Браћа Љубице Лазаревић, рођ. Докић су су армијски генерал Ђуро Л. Докић, министар, (Ужице 21. децембар 1873 - Београд, 17. јун 1946) и коњички бригадни генерал Иван Л. Докић (Београд, 5. март 1882 - Теслић, 8. август 1938).
Пуковник Лука А. Лазаревић и Љубица Лазаревић рођ. Докић имали су сина Александра и кћерку Наду. Син је добио име по Лукином оцу, а кћерка по мајци Нади Лазаревић, рођ. Цинцар-Јанковић.

#### Пуковник Александар Л. Лазаревић
Пуковник Александар Лазаревић, син пуковника Луке А. Лазаревића.

##### Костићи
Надежда Костић, рођ. Лазаревић, кћерка пуковника Луке А. Лазаревића била је удата за Милорада Костића, управника Официрске задруге, родом из Власотинца. Имали су троје деце, кћерку Љубинку (удату Вукаловић) и синове Добрицу и Бранислава. Љубинка је имала сина Драга, Добрица кћерку др Наду Костић, а Бранислав кћерке Веру и Катарину Костић.

#### Марковићи
Данојла Костић, рођ. Лазаревић, кћерка Александра Лазаревића и Наде Лазаревић, рођ. Цинцар-Јанковић, била је удата за Николу Марковића, смедеревског окружног начелника. Имали су кћерке Марију-Мару и Наду.
- Нада Марковић није се удавала.

##### Трифковићи
Марија Мара Костић, кћерка Николе Марковића и Данојле Лазаревић била је удата за Марка Трифковића, председника министарског савета.

###### Марко Н. Трифковић (председник владе) (1864—1930)
Марко Трифковић, председник министарског савета, председник Народне скупштине, министар правде и др, члан Радикалне странке, имао је са Маријом Костић, кћерком Николе Марковића и Данојле Лазаревић сина Јована и кћерку Љубицу.

###### Јован Трифковић
Јован М. Трифковић, син Марка Трифковића и Марије Трифковић, рођ. Костић био је правник.

###### Љубица Трифковић
Љубица Трифковић, кћерка Марка Трифковића и Марије Трифковић, рођ. Костић била је правник, адвокат.

#### Николајевићи
Јелена Николајевић, рођ. Лазаревић, кћерка Александра Лазаревића и Наде Лазаревић, рођ. Цинцар-Јанковић, била је удата за Јована Николајевића, судију пожаревачког суда. Имали су синове Јована и Момчила и кћерку Клеопатру.
- Клеопатра, није се удавала.

##### Момчило Николајевић
Момчило Николајевић, син Јовна Николајевића и Јелене Лазаревић имао је сина.

### Тодоровићи
Мила Цинцар-Јанковић, кћерка војводе Цинцар-Јанка, била је удата за пуковника Милоја Тодоровића, унука кнеза крагујевачке нахије Теодосија Марићевића.

#### Пуковник Милоје Тодоровић
Пуковник Милоје Тодоровић, унук кнеза крагујевачке нахије Теодосија Марићевића, по сину Тодору, смедеревски окружни начелник (од 1860.. године), је у браку са Милом Цинцар-Јанковић, кћерком војводе Цинцар-Јанка имао синове Велимира, Милосава, Љубомира и Светозара и кћерку Драгу.

#### Велимир Тодоровић (министар) (1848—1920)
Велимир Тодоровић (1848—1920), син пуковника Милоја Тодоровића, смедеревски окружног начелника и Миле Тодоровић, рођ. Цинцар-Јанковић, министар унутрашњих послова 1902 - 1903 правник, сенатор у дводомној скупштиник, градоначелник Београда 1891, адвокат, био је и правни заступник имовине иза Велимира Вилхелма Тодоровића, ванбрачног сина кнеза Михаила. Велимир Тодоровић је тешко рањен у Мајском преврату 1903. године. Велимир Тодоровић је са женом Јеленом Тодоровић (1856—1928) имао Ђорђа, Јелену и Даринку.

##### Др Ђорђе Тодоровић (конзул) (1886—1946)
Син Велимира Тодоровића, унук пуковника Милоја Тодоровића, Ђорђе Тодоровић (1886—1946), др права, који је студирао у Бечу и Паризу, био је дипломата, генерални конзул у Вашингтону. Није се женио.

##### Ристићи
Јелена Тодоровић (1884—1953), кћерка Велимира Тодоровића, која је завршила Девојачки завод у Бечу, удала се за санитетског пуковника Константина Косту Ст. Ристића. Имали су кћерке Милеву и Љубицу.

###### Пуковник др Константин Ст. Ристић (1879—1931)
Санитетски пуковник Константин Коста Ст. Ристић и Јелена Тодоровић (1884—1953), кћерка Велимира Тодоровића су имали кћерке Милеву и Љубицу.
- Љубица Ристић је била удата за Владислава Радојевића, правника. Нису имали деце.
- Милева Ристић је била удата за инж. Синишу Здравковића (1889—1959), који је завршио математику, политехнику и аеро-наутику у Паризу. Има потомства.

##### Томићи
Даринка Дара Томић, рођ. Тодоровић (1884—1953), кћерка Велимира Тодоровића, била је удата за Милутина Томића, новинара, познатог и под псеудонимом „Никац од Ровина“. Имали су једног сина.

#### О. Љубомир Тодоровић
О. Љубомир Тодоровић, свештеник, син пуковника Милоја Тодоровића, смедеревски окружног начелника и Миле Тодоровић, рођ. Цинцар-Јанковић имао је једну кћерку.

#### Милосав Тодоровић
Милосав Тодоровић, начелник Министарства пољопривреде, син пуковника Милоја Тодоровића, смедеревски окружног начелника и Миле Тодоровић, рођ. Цинцар-Јанковић, брат Велимира Тодоровића, министра унутрашњих послова са Јулијаном Грујић имао је синове Александра, Бранислава и Љубомира.

##### Пуковник Александар Тодоровић
Пуковник Александар Тодоровић, унук пуковника Милоја Тодоровића, био је официр.

##### Бранислав Тодоровић
Бранислав Тодоровић, који је завршио Ратарску школу у Чешкој, као резервни поручник код Скадра 1912. учествовао у познатом нападу на Брдицу у ком је у његовом 4. батаљону 11. пеш. пука „Карађорђа“ Шумадијске дивизије од 15 официра погинуло 13, а од 1000 војника преживело само 150.

#### Марковићи
Драга Тодоровић, кћерка Милоја Тодоровића, окружног начелника и Миле Цинцар-Јанковић била је удата за Петра Марковића, среског начелника. Имали су две кћерке Милену и Даринку Дару.

##### Петровићи
Милена Бела Петровић, рођ. Марковић била је удата за Јована Петровића, проф. Имали су сина Мишу.

##### Лазићи
Даринка Лазић, рођ. Марковић била је удата за Јована Лазића, шефа одсека Државне хипотекарне банке. Има потомства.

### Жабарци
Александра Цинцар-Јанковић била је удата за пуковника Драгутина Жабарца, првог ађутанта кнеза Михаила, управника Београда. Пуковник Драгутин Жабарац и Александра Жабарац, рођ. Цинцар-Јанковић имали су две кћерке Јелисавету - Цају и Полексију.

#### Пуковник Драгутин Жабарац, први ађутант кнеза Михаила
Пуковник Драгутин Жабарац, први ађутант кнеза Михаила, син кнеза крагујевачке нахије и лепеничког кнеза Милутина Ђурђевића сина Ђурђа из Жабара, „побратима“ Карађорђеве мајке Марице (слава Свети Стефан Дечански „Свети Мрата"). Жабарци су пореклом Ђурђевићи из Жабара. Изгледа да су по Недељку, чији син је Ђурђе по коме су се презивали Ђурђевићи, у блиском сродству са Урошевићима из Жабара, пореклом од Карађорђевог барјактара Уроша Новковића, као и са Миловановићима, односно пуковником Ђорђем Ђушом Миловановићем и његовим сином др Милованом Миловановићем, министром иностраних послова.
Пуковник Драгутин Жабарац имао је сестру Ђурђију Жабарац удату за Т. Јовановића. Имала је деце.
Пуковник Драгутин Жабарац и Александра Жабарац, рођ. Цинцар-Јанковић имали су две кћерке Јелисавету - Цају и Полексију.

#### Ивковићи
Јелисавета Жабарац била је удата за Павла Ивковића, судију окружног суда. Имали су две кћерке Милицу и Ружицу. Нема потомства.

#### Туцаковићи
Полексија Жабарац била је удата за Јована Стефановића, судију касационог суда. Цинцар Јанкова праунука Јелена Стефановић, по кћерки Александри, чији муж је био пуковник Драгутин Жабарац, први ађутант кнеза Михаила, била је удата за армијског генерала Милана Т. Туцаковића, сина Тодора Туцаковића, председника Народне скупштине и братанца Јакова Туцаковића, министра унутрашњих послова.

##### Армијски генерал Милан Т. Туцаковић (1871—1936)
Армијски генерал Милан Туцаковић (1871-1936), син Тодора Туцаковића (председника скупштине) и Марије (Крагујевац) питомац 21. класе Ниже и 7. класе Више школе Војне академије, преведен у генералштабну струку 1906. На стажу у 131. орлеанском пуку у Француској 1907-1908. Од 1891 до 1897 водник у Краљевној гарди, од 1899 до 1902. командир ескадрона у Краљевној гарди, 1906. помоћник начелника генералштаба Тимочке див. области. У ратовима 1912-1918. начелник штаба команде Дринске дивизије 1. позива, командант 2. коњичке бригаде, заступник команданта Моравске дифизије 1. позива, командант Јужноморавских трупа, командант Вардарске (југословенске) дивизије, од 1918. у Врховној команди. Од 1918-1919 делегат владе у Софији, командант Вардарске и Савске дивизијске области, помоћник начелника Главног генералштаба, командант 4. армијске области. Становао у Молеровој 37.
Армијски генерал Милан Т. Туцаковић (1871—1936) и Јелена Стефановић, кћерка Јована Стефановића и Полексије Жабарац, кћерке пуковника Драгутина Жабарца и Александре Цинцар-Јанковић, нису имали деце.

### Штитарчевићи
Катинка, Ката (Катарина) Цинцар-Јанкова кћерка била је удата за сина Марка Штитарца, кнеза мачванске кнежине и поверљивог човека књаза Милоша. Имали су сина Стевана Штитарчевића (Штитаровић). Имали су и сина Марка Штитарчевића рођ. 1844 (војна служба).

### Матићи
Цинцар-Јанкова кћерка Ана (1832) удала се за Петра Матића(рођ. 1827), трговца из Шапца. Имали су  Павла (1859), Константина (1854), Ђорђа, Петра, Јелену (1852), Христину (1861) Милицу и Милеву.
- Павле Матић. Нема потомства.
- Константин Матић. Нема потомства.
- Милева Матић била је удата за шабачког адвоката Јовића. Нема потомства.

#### Ђорђе П. Матић
Ђорђе Матић  син Петра Матића и Ане Цинцар-Јанковић  два пута се женио. Из првог брака имао је сина Василија и кћерку Меланију. Из другог брака са Катарином Н. имао је синове Петра и Мирослава.

##### Василије Ђ. Матић
Василије Ђ. Матић, син Ђорђа Матића и унук Петра Матића и Ане Цинцар-Јанковић, чиновник Министарства финансија имао је сина Александра Матића.

##### Петар Ђ. Матић
Петар Ђ. Матић, син Ђорђа Матића био је режисер.

#### Петар В. Матић
Петар В. Матић, син Василија Васе Матића и Ане Цинцар-Јанковић имао је кћерку Ану Матић, чиновника Државне хипотекарне банке.

#### Илићи
Јелена Илић, рођ. Матић, кћерка Василија Васе Матића и Ане Цинцар-Јанковић, била је удата за Крсту Илића, трговца на Варош Капији. Имали су сина Светислава који је са Милком имао кћерку Јелицу Илић, професора музике.

#### Аксентијевићи
Милка Аксентијевић, рођ. Матић, кћерка Василија Васе Матића и Ане Цинцар-Јанковић, била је удата за Јеремију Аксентијевића, благајника Министарства финансија. Имали су кћерку Лепосаву удату за Н. Богдановића, чиновника државних монопола, са којим је имала две кћерке.

## Цинцар-Марковићи
Војводе пожаревачке нахије Цинцар-Јанка Поповића, брата од стрица војводе сокоске нахије Цинцар-Марка Костића син је био пуковник Константин Цинцар-Марковић, шабачки окружни начелник, а унуци пуковник Марко Цинцар-Марковић, командант жандармерије, чији син је др Александар Цинцар-Марковић, др права, министар иностраних послова и краљевски намесник, као и генерал Димитрије Цинцар-Марковић, председник министарског савета 1902-1903, чији су зетови арт. капетан Јован Миљковић, краљев ордонанс (погинуо 1903), дивизијски генерал Војин Максимовић и дивизијски генерал Драгољуб Петровић.

## Сродство
Цинцар-Јанковићи су у сродству са Цинцар-Марковићима (породице потичу од два брата од стрица), Лазаревићима, породицом војводе поп Луке Лазаревића, пл. Бајићима из Митровице, Тодоровићима, породицом кнеза Теодосија из Орашца, породицом лепеничког кнеза Милутина Ђурђевића - Жабарцима, Штитарчевићима - продицом Марка Штитарца, Величковићима, Христићима (Филипа), Радојловићима, Михаиловићима и др.